# Georges Cloué

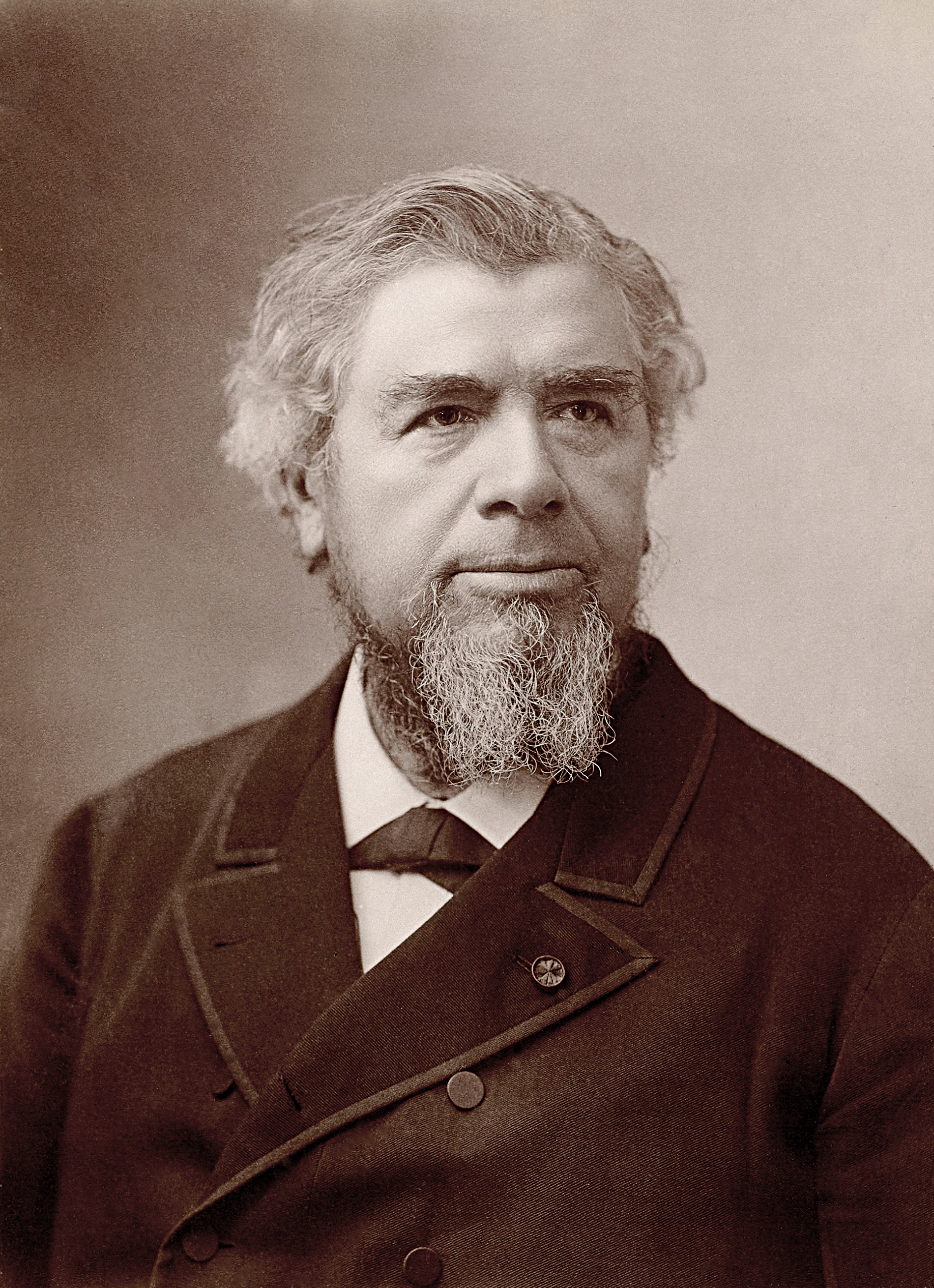
Georges Cloué, Nadar

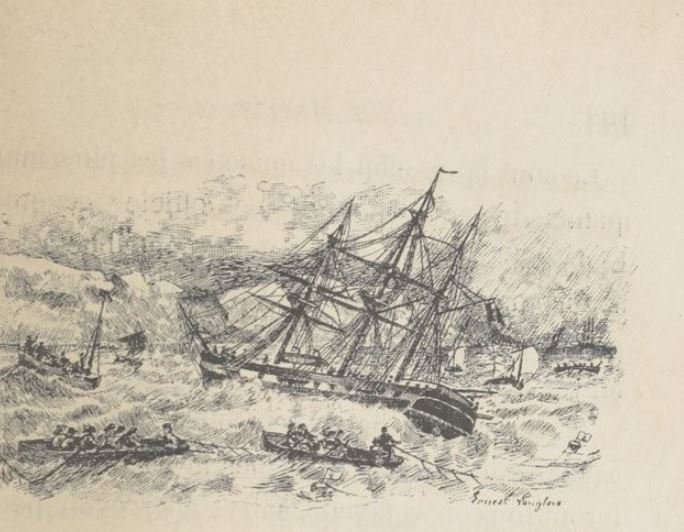
Le Milan in Neufundland unter dem Kommando von Admiral Cloué

Georges Charles Cloué (* 20. August 1817 in Paris; † 25. Dezember 1889 in Paris) war ein französischer Marineoffizier, Kolonialbeamter und Politiker der Dritten Republik.

## Leben
Georges Cloué war der zweite Sohn von Jacques Cloué, einem Tischler und Schreiner, und Rose Cousty. Mit 15 Jahren bestand er die Aufnahmeprüfung für die École navale. Er wurde zum Aspiranten zweiter Klasse ernannt und schiffte sich sofort auf der Korvette La Dordogne für das Karibische Meer ein. Im Jahr 1838 nahm er an Bord der L’Oreste am Angriff auf das Fort von Saint-Jean-d’Ulloa teil. 1849 brach er an Bord der von ihm befehligten La Fauvette nach Neufundland auf. Cloué blieb vier Jahre auf der Insel, die er kartografierte. Anfang 1854 kehrte er nach Lorient zurück. Ihm wurde das Kommando über die Brandon anvertraut und er nahm am Ostseefeldzug (Schlacht von Bomarsund) teil. Er reiste danach wieder nach Neufundland, wo er fünf Jahre blieb. Nach seiner Rückkehr nach Frankreich wurde ihm das Kommando über die Magellan anvertraut, mit der er nach Mexiko segelte, wo er im Januar 1864 am Fall der Stadt Campeche teilnahm. Während dieser Mission wurde er zum Konteradmiral ernannt.
1872 ernannte ihn Adolphe Thiers zum Gouverneur von Martinique, eine Position, die er zwei Jahre lang innehatte. Danach wurde er zum Seepräfekten in Cherbourg und später zum Generaldirektor des Depots für Karten und Pläne ernannt. Im Jahr 1879 war er Vizepräsident des Admiralitätsrats und 1880 Minister für die Marine und die Kolonien in der ersten Regierung Jules Ferry. Er bekleidete dieses Amt bis zum 10. November 1881.
Er wurde als Ritter der Ehrenlegion ausgezeichnet. Eine Straße in Paris ist nach ihm benannt.

## Beförderungen
Ausbildung in Brest 1832;
Aspirant 1833;
Enseigne de vaisseau 1839;
Lieutenant de vaisseau 1846;
Capitaine de frégate 1855;
Capitaine de vaisseau 1862;
Contre-amiral 1867;
Vice-amiral 1874.

## Werke
- Pilote de Terre-Neuve, 1869, A. Lainé und 1882, Impr. nationale, 2 Bände.
- Le Filage de l’huile, son action sur les brisants de la mer, Geschichtsüberblick, Gauthier-Villars.
- Notice sur les travaux scientifiques de M. le vice-amiral Cloué , 1878, A. Chaix.

Die Französische Nationalbibliothek (siehe Weblink) nennt 60 Werke. Auf dieser Seite sind auch eine Vielzahl von Bildern verlinkt.